# 伍明镇
伍明镇，是中华人民共和国安徽省阜阳市颍泉区下辖的一个乡镇级行政单位。

## 行政区划
伍明镇下辖以下地区：
寺前社区、伍明社区、寺后社区、青龙村、陈刘村、梁营村、郑寨村、洼李村、三门营村、张元村、夏小村、苏集村、袁寺村、章集村、巩庄村、彭庄村、齐营村、店集村、店西村和王寨村。

## 交通
- 京九铁路：伍明站